# Ornithidium sillarense
Ornithidium sillarense är en orkidéart som först beskrevs av Dodson och Roberto Vásquez, och fick sitt nu gällande namn av Mario Alberto Blanco och Isidro Ojeda. Ornithidium sillarense ingår i släktet Ornithidium och familjen orkidéer. Inga underarter finns listade i Catalogue of Life.